# 1996 UF4
1996 UF4 är en asteroid i huvudbältet som upptäcktes den 29 oktober 1996 av Beijing Schmidt CCD Asteroid Program vid Xinglong-observatoriet.
Asteroiden har en diameter på ungefär 5 kilometer och den tillhör asteroidgruppen Agnia.